# ماساهيرو أوتا
ماساهيرو أُوتا (باليابانية: 太田 昌宏) (28 أبريل 1970 في كيوتو في اليابان – )؛ هو لاعب كرة قدم ياباني سابق كان يلعب كحارس مرمى.

## وصلات خارجية
- ماساهيرو أوتا على موقع رابطة كرة القدم اليابانية للمحترفين (اليابانية)
- ماساهيرو أوتا على موقع عالم كرة القدم.نت (الإنجليزية)